# Tercera División RFEF 2021-22
La temporada 2021-22 de la Tercera División RFEF de fútbol corresponde a la primera edición de este campeonato que ocupa el quinto nivel en el sistema de ligas de fútbol de España. Dio comienzo el 4 de septiembre de 2021 y terminó el 1 de mayo de 2022. Posteriormente, a partir del  8 de mayo se disputó la promoción de ascenso a Segunda Federación, que finalizó el 22 de mayo.
Ascienden 27 equipos a la Segunda RFEF: por un lado, los 18 campeones de grupo; por otro lado, los 9 vencedores de un play-off interterritorial a disputar en terreno neutral, al que acceden a su vez los vencedores de los play-off territoriales que disputarán los clasificados entre el segundo y el quinto puesto en cada uno de los grupos.
El número de plazas de descenso a categorías regionales fue definido por cada una de las federaciones territoriales (unas cuatro plazas por grupo).
En esta temporada todos los equipos juegan como debutantes en la competición.

## Campeones de grupo y ascensos a Segunda Federación
Los campeones de cada grupo consiguieron el ascenso directo a Segunda División RFEF y la clasificación a la Copa del Rey (excepto equipos filiales, que no participan en dicha competición).
| Campeones |

| Bandera de Galicia | Bandera de Asturias | Bandera de Cantabria      | Bandera del País Vasco | Bandera de Cataluña | Bandera de la Comunidad Valenciana |
| Polvorín F. C.     | Real Oviedo Vetusta | Gimnástica de Torrelavega | Deportivo Alavés "B"   | C. D Manresa        | Valencia C. F. Mestalla            |
| Grupo I            | Grupo II            | Grupo III                 | Grupo IV               | Grupo V             | Grupo VI                           |

| Bandera de la Comunidad de Madrid | Bandera de Castilla y León | Bandera de Andalucía           | Bandera de Andalucía       | Bandera de las Islas Baleares | Bandera de Canarias |
| Atlético de Madrid "B"            | C. D. Guijuelo             | Juventud de Torremolinos C. F. | R. C. Recreativo de Huelva | R. C. D. Mallorca "B"         | C. D. Atlético Paso |
| Grupo VII                         | Grupo VIII                 | Grupo IX                       | Grupo X                    | Grupo XI                      | Grupo XII           |

| Bandera de la Región de Murcia | Bandera de Extremadura | Bandera de Navarra | Bandera de La Rioja (España) | Bandera de Aragón | Bandera de Castilla-La Mancha |
| Yeclano Deportivo              | C. D. Diocesano        | C. A. Cirbonero    | C. D. Arnedo                 | Deportivo Aragón  | C. D. Guadalajara             |
| Grupo XIII                     | Grupo XIV              | Grupo XV           | Grupo XVI                    | Grupo XVII        | Grupo XVIII                   |

## Finales por el ascenso a Segunda Federación
Participarán los 18 equipos vencedores de las eliminatorias disputadas entre los clasificados del segundo al quinto lugar de cada grupo. Se desarrollará mediante el sistema de eliminatorias a partido único, en las sedes determinadas por la RFEF, enfrentando a los que hubiesen obtenido mejor clasificación contra los que hubiesen obtenido peor, mediante sorteo. En caso de empate, se disputará una prórroga y, si prosiguiese el empate, se proclamará vencedor al equipo que hubiese obtenido mejor posición en la fase regular. En el caso en el que se enfrenten dos equipos que hubiesen quedados clasificados en la misma posición, si prosiguiese el empate al término de la prórroga, se procederá al lanzamiento de penaltis. Los 9 equipos vencedores de estas eliminatorias ascenderán a Segunda División RFEF.

### Sedes
El 10 de mayo de 2022 la Real Federación Española de Fútbol anunció a la localidad madrileña de Las Rozas de Madrid como la sede de los nueve partidos por el ascenso a Segunda RFEF. Los escenarios designados para los partidos fueron el Polideportivo Dehesa de Navalcarbón y el campo principal de la Ciudad del Fútbol.
| Las Rozas de Madrid (Comunidad de Madrid)            | Las Rozas de Madrid (Comunidad de Madrid)       |
| ---------------------------------------------------- | ----------------------------------------------- |
| Polideportivo Dehesa de Navalcarbón Capacidad: 3.000 | Ciudad del Fútbol de Las Rozas Capacidad: 1.100 |
|                                                      |                                                 |

### Equipos clasificados para la Fase Final
| Bandera de Galicia | Bandera de Asturias | Bandera de Cantabria | Bandera del País Vasco | Bandera de Cataluña | Bandera de la Comunidad Valenciana |
| Ourense C. F.      | C. D. Lealtad       | U. M. Escobedo       | S. D. Beasáin          | U. E. Olot          | Atlético Saguntino                 |
| 2.º Grupo I        | 3.º Grupo II        | 3.º Grupo III        | 2.º Grupo IV           | 2.º Grupo V         | 2.º Grupo VI                       |

| Bandera de la Comunidad de Madrid | Bandera de Castilla y León | Bandera de Andalucía | Bandera de Andalucía | Bandera de las Islas Baleares | Bandera de Canarias |
| A. D. Alcorcón "B"                | S. D. Atlético Tordesillas | U. D. Almería "B"    | C. D. Utrera         | C. D. Manacor                 | C. D. Tenerife "B"  |
| 4.º Grupo VII                     | 5.º Grupo VIII             | 4.º Grupo IX         | 2.º Grupo X          | 2.º Grupo XI                  | 3.º Grupo XII       |

| Bandera de la Región de Murcia | Bandera de Extremadura | Bandera de Navarra | Bandera de La Rioja (España) | Bandera de Aragón | Bandera de Castilla-La Mancha |
| F. C. Cartagena "B"            | A. D. Llerenense       | U. D. C. Txantrea  | C. D. Alfaro                 | Utebo F. C.       | C. D. Quintanar del Rey       |
| 2.º Grupo XIII                 | 3.º Grupo XIV          | 3.º Grupo XV       | 2.º Grupo XVI                | 2.º Grupo XVII    | 2.º Grupo XVIII               |

### Sorteo
Para llegar a la fase final del ascenso a Segunda División RFEF, los equipos conocerán sus enfrentamientos en el sorteo que se realizará el 16 de mayo a las 13:00 horas en la Ciudad del Fútbol.
Los partidos tendrán lugar el sábado 21 de mayo, a las 12.00 (2 partidos), a las 19.00 (2 partidos) y a las 22.00 (1 partido) y el domingo 22 de mayo, en el que se disputarán 4 partidos; a las 12.00 (2 partidos) y a las 19.30 horas otros 2 partidos.
Los 18 clubes serán distribuidos en tantos bombos como posiciones haya, es decir, los clubes participantes que hayan quedado en la competición regular en segunda posición serán introducidos en bombo 1, los terceros en el bombo 2 y así sucesivamente hasta completar, en el caso de que haya equipos de las 4 posiciones, se compondrá de 4 bombos. Se comenzará emparejando a los equipos con mejor posición contra los de peor posición hasta que sea posible. En el caso de que existan enfrentamientos entre equipos de la misma posición, el orden de extracción de bolas determinará la condición de local.
- El bombo 1 contiene a los segundos clasificados en sus respectivos grupos de la fase regular de Tercera RFEF.
- Los bombos 2, 3 y 4 contienen los equipos restantes, ordenados en función a la clasificación de sus respectivos grupos en la fase regular.

| Bombo 1 | Bombo 2                                                                            | Bombo 3                              | Bombo 4                    |
| --- | ---------------------------------------------------------------------------------- | ------------------------------------ | -------------------------- |
| C. D. Manacor C. D. Quintanar del Rey S. D. Beasáin C. D. Utrera Ourense C. F. C. D. Alfaro Utebo F. C. Atlético Saguntino U. E. Olot F. C. Cartagena "B" | C. D. Tenerife "B" U. D. C. Txantrea U. M. Escobedo C. D. Lealtad A. D. Llerenense | A. D. Alcorcón "B" U. D. Almería "B" | S. D. Atlético Tordesillas |

### Finales

#### C. D. Utreravs.S. D. Atlético Tordesillas
| Ascenso a 2.ª RFEF; 21 de mayo de 2022 | C. D. Utrera                            | 3:1 (1:1, 1:1) (t. s.) | S. D. Atlético Tordesillas | Estadio Municipal Dehesa de Navalcarbón, Las Rozas (Madrid)                                                                             | |
| 12:00 CEST                             | Kiki 2' · Trabazo 91' · Rubén Cruz 112' | Reporte                | 15' Campos                 | Asistencia: 1200 espectadores Árbitro(s): Gil Coscollá, Vicente Asisitente 1: Remón Tello, Ainhoa Asisitente 2: Ramírez Henao, Mauricio | Asistencia: 1200 espectadores Árbitro(s): Gil Coscollá, Vicente Asisitente 1: Remón Tello, Ainhoa Asisitente 2: Ramírez Henao, Mauricio |

#### C. D. Manacorvs.A. D. Alcorcón "B"
| Ascenso a 2.ª RFEF; 21 de mayo de 2022, 12:00 CEST | C. D. Manacor | 0:2 (0:0) | A. D. Alcorcón "B"          | Ciudad del Fútbol, Las Rozas (Madrid) | |
|                                                    |               | Reporte   | 81' (pen.) Emi · 90+4' Samu | Asistencia: 500 espectadores Árbitro(s): Juan Bustos, Héctor Asisitente 1: Morales Fernández, Antonio Asisitente 2: Valverde Refoyo, Agustín | Asistencia: 500 espectadores Árbitro(s): Juan Bustos, Héctor Asisitente 1: Morales Fernández, Antonio Asisitente 2: Valverde Refoyo, Agustín |

#### Utebo F. C.vs.U. D. Almería "B"
| Ascenso a 2.ª RFEF; 21 de mayo de 2022 19:00 CEST | Utebo F. C.  | 1:1 (1:1, 1:0) (t. s.) | U. D. Almería "B"  | Ciudad del Fútbol, Las Rozas (Madrid)                                                                                        | |
|                                                   | Pomareta 16' | Reporte                | 90+1' Carlos Rojas | Árbitro(s): Dávila Fernández, Juan Luis Asistente 1: Domínguez González, Antonio Asisitente 2: Lorenzo Álvarez, José Alberto | Árbitro(s): Dávila Fernández, Juan Luis Asistente 1: Domínguez González, Antonio Asisitente 2: Lorenzo Álvarez, José Alberto |

#### C. D. Alfarovs.C. D. Lealtad de Villaviciosa
| Ascenso a 2.ª RFEF; 21 de mayo de 2022, 19:00 CEST | C. D. Alfaro | 0:0 (t. s.) | C. D. Lealtad de Villaviciosa | Estadio Municipal Dehesa de Navalcarbón, Las Rozas (Madrid)                                            | |
|                                                    |              | Reporte     |                               | Árbitro(s): Caro Mogio, Ángel Asisitente 1: Gómez Rivera, José Antonio Asisitente 2: Romero Pozo, Juan | Árbitro(s): Caro Mogio, Ángel Asisitente 1: Gómez Rivera, José Antonio Asisitente 2: Romero Pozo, Juan |

#### Ourense C. F.vs. A. D. Llerenense
| Ascenso a 2.ª RFEF; 21 de mayo de 2022, 22:30 CEST | Ourense C. F.                                                | 4:0 (3:0) | A. D. Llerenense | Ciudad del Fútbol, Las Rozas (Madrid)                                                                          | |
|                                                    | Tiago 41' · Gabri Palmás 44' 71' · Juanan Calvo 45+1' (a.g.) | Reporte   |                  | Árbitro(s): Agustín Moreno, Jorge Asisitente 1: Casanova López, Alejandro Asisitente 2: Casaucau Posadas, Juan | Árbitro(s): Agustín Moreno, Jorge Asisitente 1: Casanova López, Alejandro Asisitente 2: Casaucau Posadas, Juan |

#### U. E. Olotvs.C. D. Tenerife "B"
| Ascenso a 2.ª RFEF; 22 de mayo de 2022, 12:00 CEST | U. E. Olot       | 1:0 (0:0) | C. D. Tenerife "B" | Ciudad del Fútbol, Las Rozas (Madrid)                                                                                 | |
|                                                    | Enric Vallès 85' | Reporte   |                    | Árbitro(s): Muñoz Blázquez, José Antonio Asisitente 1: Miranda Núñez, Fernando Asisitente 2: Scapachini Román, Carlos | Árbitro(s): Muñoz Blázquez, José Antonio Asisitente 1: Miranda Núñez, Fernando Asisitente 2: Scapachini Román, Carlos |

#### S. D. Beasáinvs.U. D. C. Txantrea
| Ascenso a 2.ª RFEF; 22 de mayo de 2022, 12:00 CEST | S. D. Beasain                                               | 3:0 (1:0) | U. D. C. Txantrea | Estadio Municipal Dehesa de Navalcarbón, Las Rozas (Madrid)                                               | |
|                                                    | Ximon Aranguren 22' (pen.) · Mikel Orbegozo 81' (pen.), 89' | Reporte   |                   | Árbitro(s): López Fernández, Jesús Asisitente 1: Castro Gómez, Pedro Asisitente 2: Lago Barreiro, Alberto | Árbitro(s): López Fernández, Jesús Asisitente 1: Castro Gómez, Pedro Asisitente 2: Lago Barreiro, Alberto |

#### Atlético Saguntinovs.U. M. Escobedo
| Ascenso a 2.ª RFEF; 22 de mayo de 2022, 19:30 CEST | Atlético Saguntino                            | 3:0 (3:0) | U. M. Escobedo | Ciudad del Fútbol, Las Rozas (Madrid)                                                                         | |
|                                                    | Boix 3' · Ferran Giner 7' · Luis Gilabert 44' | Reporte   |                | Árbitro(s): Suárez Iglesias, Rubén Asisitente 1: Arias Jiménez, Luis Manuel Asisitente 2: Jiménez Gómez, Hugo | Árbitro(s): Suárez Iglesias, Rubén Asisitente 1: Arias Jiménez, Luis Manuel Asisitente 2: Jiménez Gómez, Hugo |

#### C. D. Quintanar del Reyvs.F. C. Cartagena "B"
| Ascenso a 2.ª RFEF; 22 de mayo de 2022, 19:30 CEST | C. D. Quintanar del Rey | 1:2 (1:1, 1:0) (t. s.) | F. C. Cartagena "B"             | Estadio Municipal Dehesa de Navalcarbón, Las Rozas (Madrid)                                              | |
| | Kain 21'                | Reporte                | 75' De Pedro · 109' Dani Albiar | Árbitro(s): Alonso Campos, Luis Asisitente 1: Blanco Martín, Javier Asisitente 2: Jurca Mihai, Alexandru | Árbitro(s): Alonso Campos, Luis Asisitente 1: Blanco Martín, Javier Asisitente 2: Jurca Mihai, Alexandru |
| En caso de empate tras la prórroga, se resolverá en la tanda de penaltis, al producirse entre clubes que concluyeron como segundos en la fase regular. |                         |                        |                                 | | |

| Ascienden a Segunda División RFEF C. D. Utrera A. D. Alcorcón "B" Utebo F. C. C. D. Alfaro Ourense C. F. U. E. Olot S. D. Beasain Atlético Saguntino F. C. Cartagena "B" |